# Nhái cây Charuplaya
Nhái cây Charuplaya, tên khoa học Hypsiboas callipleura, là một loài ếch thuộc họ Nhái bén. Đây là loài đặc hữu của Bolivia.
Môi trường sống tự nhiên của chúng là vùng núi ẩm nhiệt đới hoặc cận nhiệt đới, sông ngòi, và kênh đào và mương rãnh.